# 菊竹清訓
菊竹 清訓（きくたけ きよのり、1928年4月1日 - 2011年12月26日）は、日本の建築家。一級建築士、博士（工学）。

## 来歴
福岡県久留米市出身。1944年、早稲田大学専門部工科建築学科入学。1945年に久留米駅舎コンペで1等、1948年に広島平和記念カトリック聖堂コンペで3等を獲得するなど、在学中から既に活躍していた。1950年、早稲田大学理工学部建築学科卒業、同年竹中工務店勤務。1952年村野・森建築設計事務所を経て、1953年に菊竹清訓建築設計事務所を開設。
1960年代後期から70年代にかけ、独自のデザイン論である『代謝建築論　か・かた・かたち』を掲げ、黒川紀章らとともに建築と都市の新陳代謝、循環更新システムによる建築の創造を図ろうとするメタボリズムを提唱する。1995年に早稲田大学より博士（工学）の学位を取得（博士論文「軸力ドームの理論とデザイン」）。早稲田大学理工学部講師（1959年）、千葉工業大学教授（1989年）、早稲田大学理工学総合研究センター客員教授（1993年 - 1998年）を歴任。2000年にユーゴスラビア・ビエンナーレにて「今世紀を創った世界建築家100人」に選ばれている。
1970年の日本万国博覧会（大阪万博）では『エキスポタワー』、1975年の沖縄国際海洋博覧会（沖縄海洋博）では『アクアポリス』を設計し、1985年の国際科学技術博覧会（つくば科学万博）ではマスタープラン作成委員としてBブロックの会場計画および外国館の設計を担当、2005年日本国際博覧会（愛知万博）では総合プロデューサーとして会場計画を担当するなど、日本国内で開催されてきた国際博覧会にも深く関わってきた。他にも地方博覧会では、1988年のなら・シルクロード博覧会でハード担当プロデューサーを務めた。1982年、日本建築家協会副会長に就任。2002年、日本建築士会連合会名誉会長に就任。
2011年12月26日、心不全のために死去。83歳没。
1960年代後半の数年間、菊竹の事務所に勤めた経験を持つ伊東豊雄は、菊竹について「恐らくこのような狂気を秘めた建築家が今後あらわれることはないだろう」と高く評価している。

## 作品

### 建築作品
| 名称                                               | 年     | 所在地           | 国                 | 備考                     |
| -------------------------------------------------- | ------ | ---------------- | ------------------ | ------------------------ |
| 井上・伊地知両邸                                   | 1956年 | 埼玉県さいたま市 | 日本               | 現存せず                 |
| 永福寺幼稚園                                       | 1956年 | 福岡県久留米市   | 日本               | 現存せず                 |
| ブリヂストン殿ヶ谷第一アパート                     | 1956年 | 神奈川県横浜市   | 日本               | 現存せず                 |
| ブリヂストン国立独身者アパート                     | 1956年 | 東京都国立市     | 日本               | 現存せず                 |
| 石橋文化センター                                   | 1956年 | 福岡県久留米市   | 日本               | 美術館のみ現存           |
| ブリヂストン母子寮                                 | 1957年 | 福岡県久留米市   | 日本               | 現存せず                 |
| スカイハウス                                       | 1958年 | 東京都文京区     | 日本               |                          |
| 瓜生邸                                             | 1958年 | 東京都           | 日本               |                          |
| 梅林寺ティーハウス                                 | 1958年 | 福岡県久留米市   | 日本               | 2021年登録有形文化財指定 |
| 成増厚生病院                                       | 1959年 | 東京都板橋区     | 日本               | 現存せず                 |
| 旧島根県立博物館                                   | 1959年 | 島根県松江市     | 日本               | 現島根県公文書センター   |
| 穂積邸                                             | 1960年 | 東京都           | 日本               |                          |
| 富家別邸                                           | 1960年 | 神奈川県         | 日本               |                          |
| 一橋中学校屋内体育館                               | 1961年 | 東京都千代田区   | 日本               | 現存せず                 |
| ブリヂストンタイヤ奥多摩会館                       | 1962年 | 東京都青梅市     | 日本               |                          |
| 若槻礼次郎記念碑                                   | 1962年 | 島根県松江市     | 日本               |                          |
| 出雲大社庁の舎                                     | 1963年 | 島根県出雲市     | 日本               | 現存せず                 |
| 京都国際会館競技設計案                             | 1963年 |                  |                    | 現存せず                 |
| 旧館林市庁舎                                       | 1963年 | 群馬県館林市     | 日本               |                          |
| 森邸ーM研究室                                      | 1963年 | 東京都           | 日本               |                          |
| 東光園                                             | 1964年 | 鳥取県米子市     | 日本               |                          |
| 東京オリンピック選手村食堂                         | 1964年 | 東京都           | 日本               | 現存せず                 |
| 浅川テラスハウス                                   | 1964年 | 神奈川県横浜市   | 日本               |                          |
| 鈴木邸                                             | 1964年 | 東京都           | 日本               |                          |
| 東亜レジン相模工場                                 | 1965年 | 神奈川県座間市   | 日本               | 現存せず                 |
| 徳雲寺納骨堂                                       | 1965年 | 福岡県久留米市   | 日本               |                          |
| 岩手教育会館                                       | 1965年 | 岩手県盛岡市     | 日本               | 現存せず                 |
| 都城市民会館                                       | 1966年 | 宮崎県都城市     | 日本               | 現存せず                 |
| パシフィックホテル茅ヶ崎                           | 1967年 | 神奈川県茅ヶ崎市 | 日本               | 現存せず                 |
| 佐渡グランドホテル                                 | 1967年 | 新潟県佐渡市     | 日本               |                          |
| 国鉄久留米駅                                       | 1967年 | 福岡県久留米市   | 日本               | 現存せず                 |
| 旧岩手県立図書館                                   | 1967年 | 岩手県盛岡市     | 日本               | 現もりおか歴史文化館     |
| 島根県立図書館                                     | 1968年 | 島根県松江市     | 日本               |                          |
| 萩市民館                                           | 1968年 | 山口県萩市       | 日本               |                          |
| 久留米市民会館                                     | 1969年 | 福岡県久留米市   | 日本               | 現存せず                 |
| エキスポタワー（日本万国博覧会）                   | 1969年 | 大阪府吹田市     | 日本               | 現存せず                 |
| 芹沢文学館                                         | 1970年 | 静岡県沼津市     | 日本               |                          |
| 島根県立武道館                                     | 1970年 | 島根県松江市     | 日本               |                          |
| 京都信用金庫城陽支店                               | 1972年 | 京都府城陽市     | 日本               |                          |
| 京都信用金庫九条支店                               | 1972年 | 京都市南区       | 日本               |                          |
| 京都信用金庫修学院支店                             | 1972年 | 京都市左京区     | 日本               | 現存せず                 |
| ベルナール・ビュフェ美術館                         | 1973年 | 静岡県長泉町     | 日本               |                          |
| 井上靖文学館                                       | 1973年 | 静岡県長泉町     | 日本               |                          |
| 柴又帝釈天鳳翔館                                   | 1973年 | 東京都葛飾区     | 日本               |                          |
| パサディナハイツ                                   | 1974年 | 静岡県三島市     | 日本               |                          |
| 萩市庁舎                                           | 1974年 | 山口県萩市       | 日本               |                          |
| 黒石ほるぷ子供館                                   | 1975年 | 青森県黒石市     | 日本               |                          |
| アクアポリス（沖縄国際海洋博覧会）                 | 1975年 | 沖縄県本部町     | 日本               | 現存せず                 |
| 西武大津ショッピングセンター                       | 1976年 | 滋賀県大津市     | 日本               | 現存せず                 |
| 松見タワー                                         | 1976年 | 茨城県つくば市   | 日本               |                          |
| 京都信用金庫嵯峨支店                               | 1978年 | 京都市右京区     | 日本               |                          |
| 学習院中等科・高等科本館                           | 1978年 | 東京都豊島区     | 日本               | 現存せず                 |
| 京都信用金庫亀岡支店                               | 1978年 | 京都府亀岡市     | 日本               |                          |
| 田部美術館                                         | 1979年 | 島根県松江市     | 日本               |                          |
| 南太平洋戦没者慰霊碑                               | 1980年 | ウエワク         | パプアニューギニア |                          |
| 出雲大社神祜殿                                     | 1981年 | 島根県出雲市     | 日本               |                          |
| 軽井沢高輪美術館                                   | 1981年 | 長野県軽井沢町   | 日本               | 現セゾン現代美術館       |
| 熊本県伝統工芸館                                   | 1982年 | 熊本市中央区     | 日本               |                          |
| 福岡市庁舎議会棟                                   | 1982年 | 福岡市中央区     | 日本               |                          |
| ボルネオ戦没者慰霊碑                               | 1982年 | ラブアン         | マレーシア         |                          |
| 東太平洋戦没者慰霊碑                               | 1984年 | マジョロ         | マーシャル諸島     |                          |
| ラブアン平和公園                                   | 1984年 | ラブアン         | マレーシア         |                          |
| Bブロック外国館（国際科学技術博覧会）              | 1985年 | 茨城県つくば市   | 日本               | 現存せず                 |
| 銀座テアトルビル（ホテル西洋銀座）                 | 1985年 | 東京都中央区     | 日本               | 現存せず                 |
| 境港マリーナホテル                                 | 1985年 | 鳥取県境港市     | 日本               |                          |
| 西太平洋戦没者慰霊碑                               | 1985年 | ペリリュー       | パラオ             |                          |
| 弘前市社会福祉センター                             | 1986年 | 青森県弘前市     | 日本               |                          |
| 西武百貨店渋谷店SEED館                             | 1986年 | 東京都渋谷区     | 日本               |                          |
| 北太平洋戦没者慰霊碑                               | 1987年 | アラスカアッツ島 | アメリカ           |                          |
| 千登世橋教育文化センター                           | 1987年 | 東京都豊島区     | 日本               |                          |
| 西武百貨店渋谷店LOFT館                             | 1987年 | 東京都渋谷区     | 日本               |                          |
| 福岡市庁舎行政棟                                   | 1988年 | 福岡市中央区     | 日本               |                          |
| 川崎市市民ミュージアム                             | 1988年 | 神奈川県川崎市   | 日本               |                          |
| 富山市篁牛人記念美術館                             | 1989年 | 富山県富山市     | 日本               |                          |
| 東名高速道路海老名サービスエリア                   | 1991年 | 神奈川県海老名市 | 日本               |                          |
| 奈良公園館（なら・シルクロード博覧会）             | 1991年 | 奈良県奈良市     | 日本               | 現シルクロード交流館     |
| 学習院大学法学部経済学部教育研究棟                 | 1992年 | 東京都豊島区     | 日本               |                          |
| インドネシア第二次世界大戦慰霊碑                   | 1992年 | パライ           | インドネシア       |                          |
| 江戸東京博物館                                     | 1992年 | 東京都墨田区     | 日本               |                          |
| 大分県マリンカルチャーセンター                     | 1992年 | 大分県佐伯市     | 日本               |                          |
| 早稲田大学戸山キャンパス図書館                     | 1992年 | 東京都新宿区     | 日本               |                          |
| 旧ホテルCOSIMA (ソフィテル東京)                    | 1994年 | 東京都台東区     | 日本               | 現存せず                 |
| 久留米市役所                                       | 1994年 | 福岡県久留米市   | 日本               |                          |
| 飯能くすの樹カントリー倶楽部                       | 1995年 | 埼玉県飯能市     | 日本               |                          |
| K-OFFICE                                           | 1997年 | 東京都文京区     | 日本               |                          |
| 北谷稲荷神社                                       | 1997年 | 東京都渋谷区     | 日本               |                          |
| 北九州メディアドーム                               | 1998年 | 福岡県北九州市   | 日本               |                          |
| 昭和館                                             | 1998年 | 東京都千代田区   | 日本               |                          |
| 島根県立美術館                                     | 1998年 | 島根県松江市     | 日本               |                          |
| 吉野ヶ里歴史公園センター                           | 2000年 | 佐賀県吉野ヶ里町 | 日本               |                          |
| 九州国立博物館                                     | 2004年 | 福岡県太宰府市   | 日本               |                          |
| 日本国際博覧会マスタープランおよびグローバルループ | 2005年 | 愛知県長久手町   | 日本               |                          |

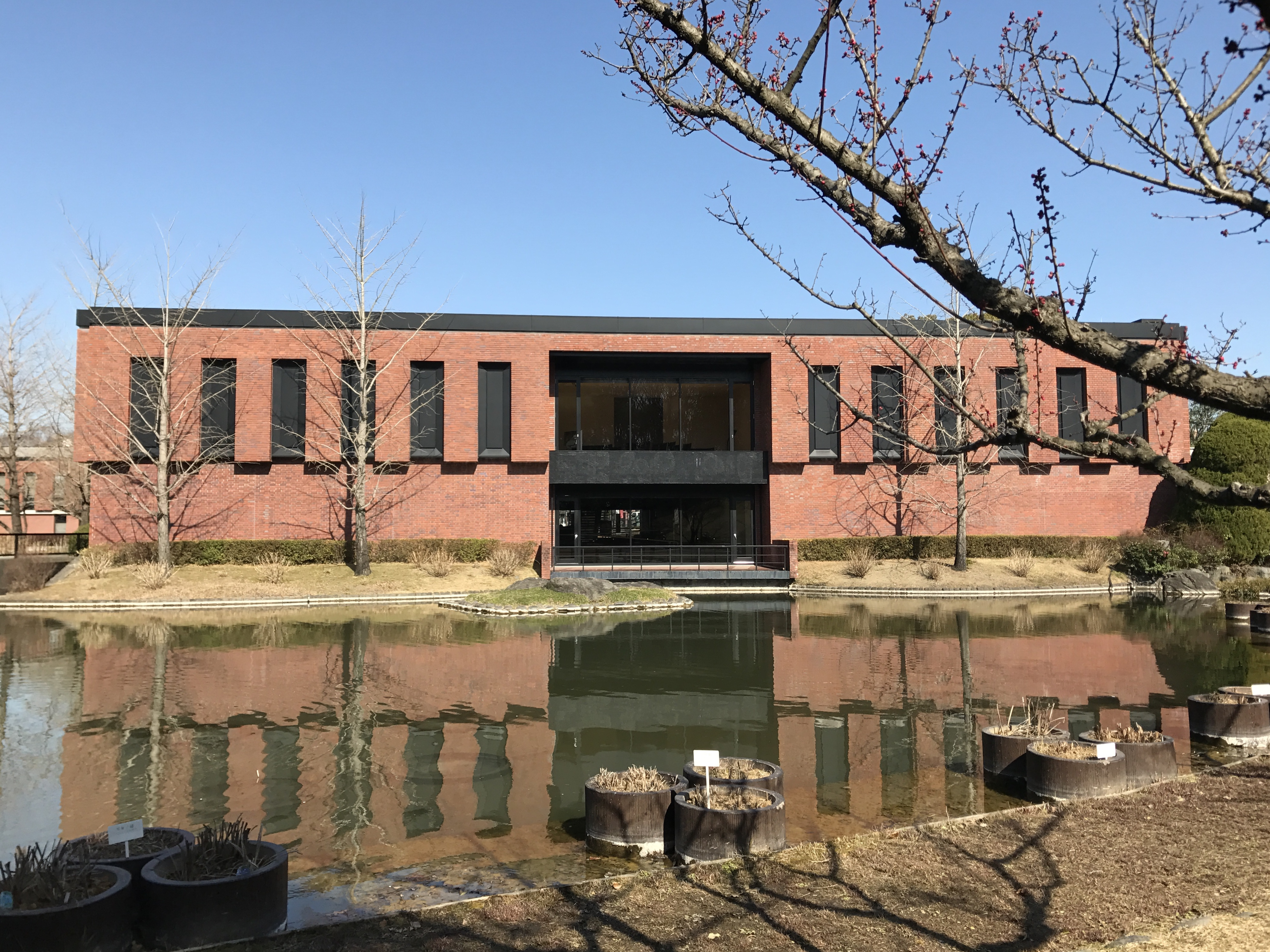
石橋文化センター
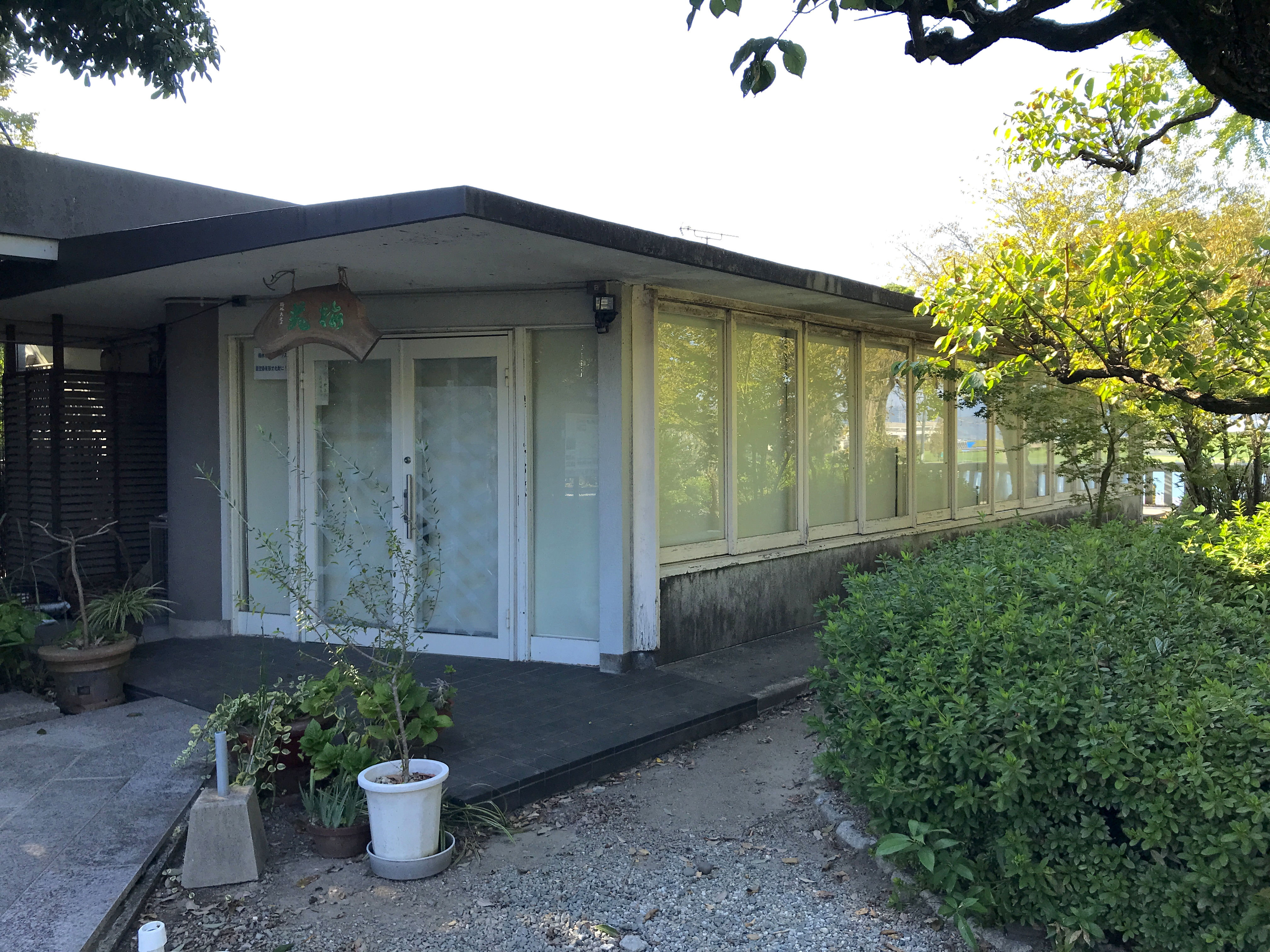
梅林寺ティーハウス
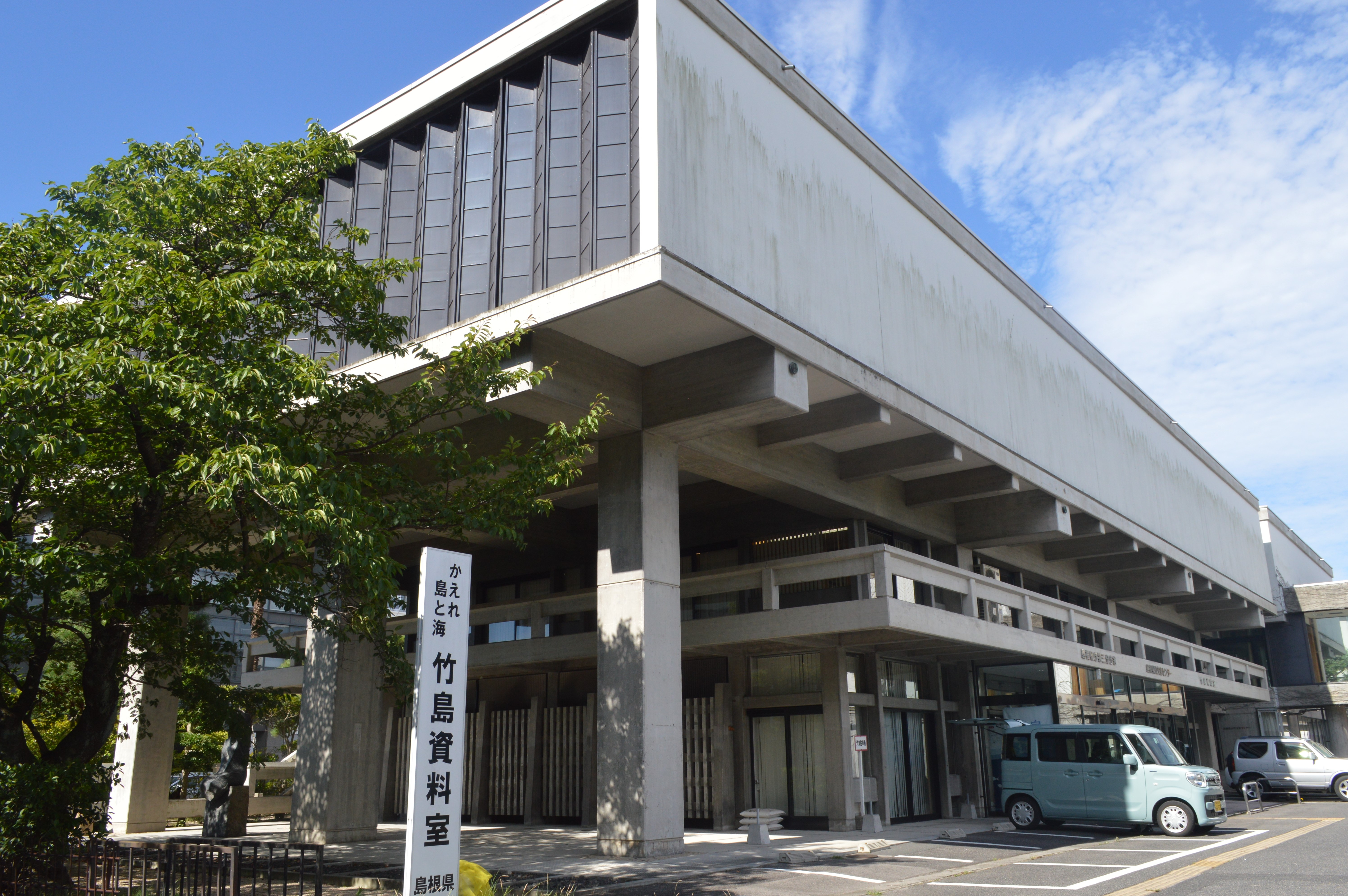
島根県立博物館
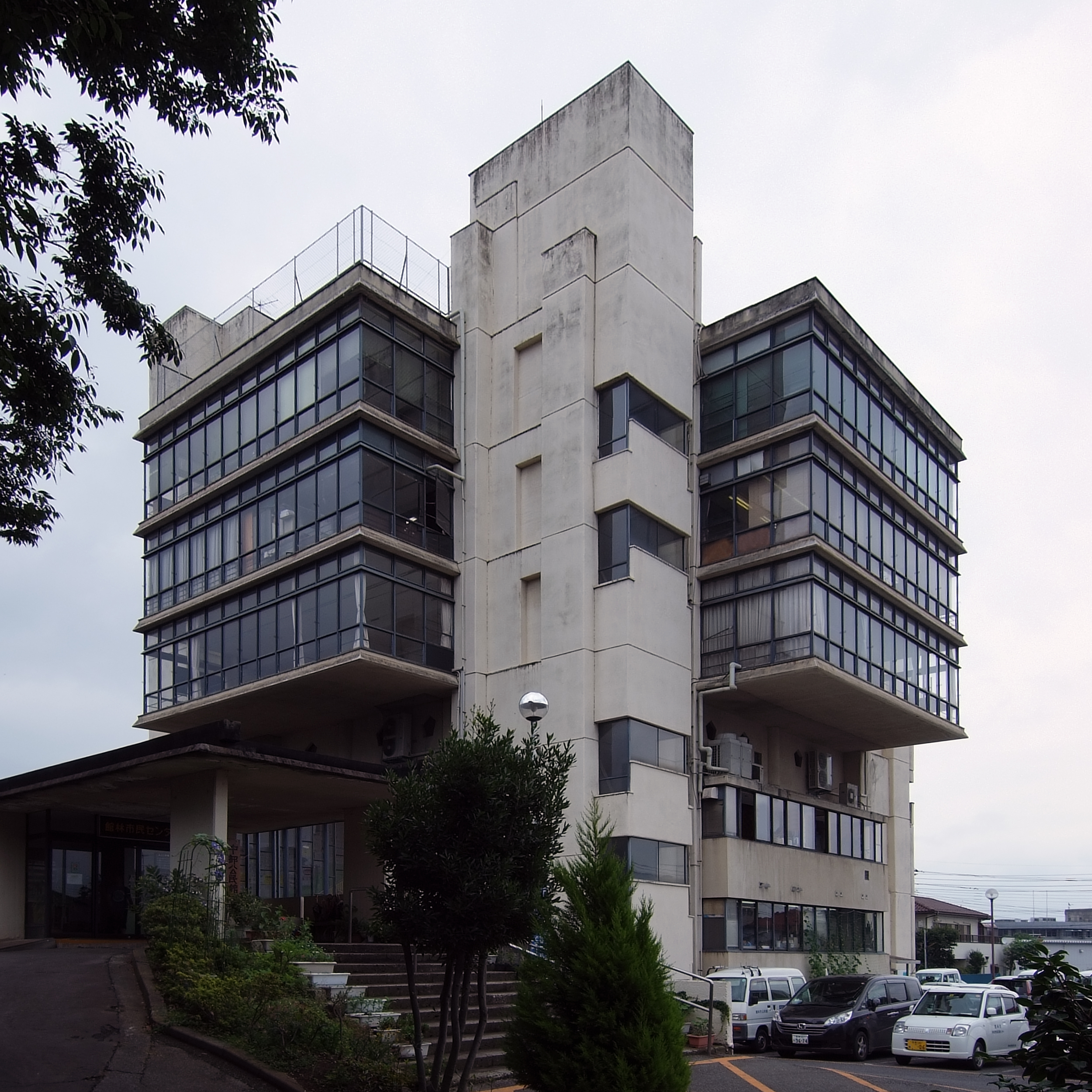
館林市庁舎
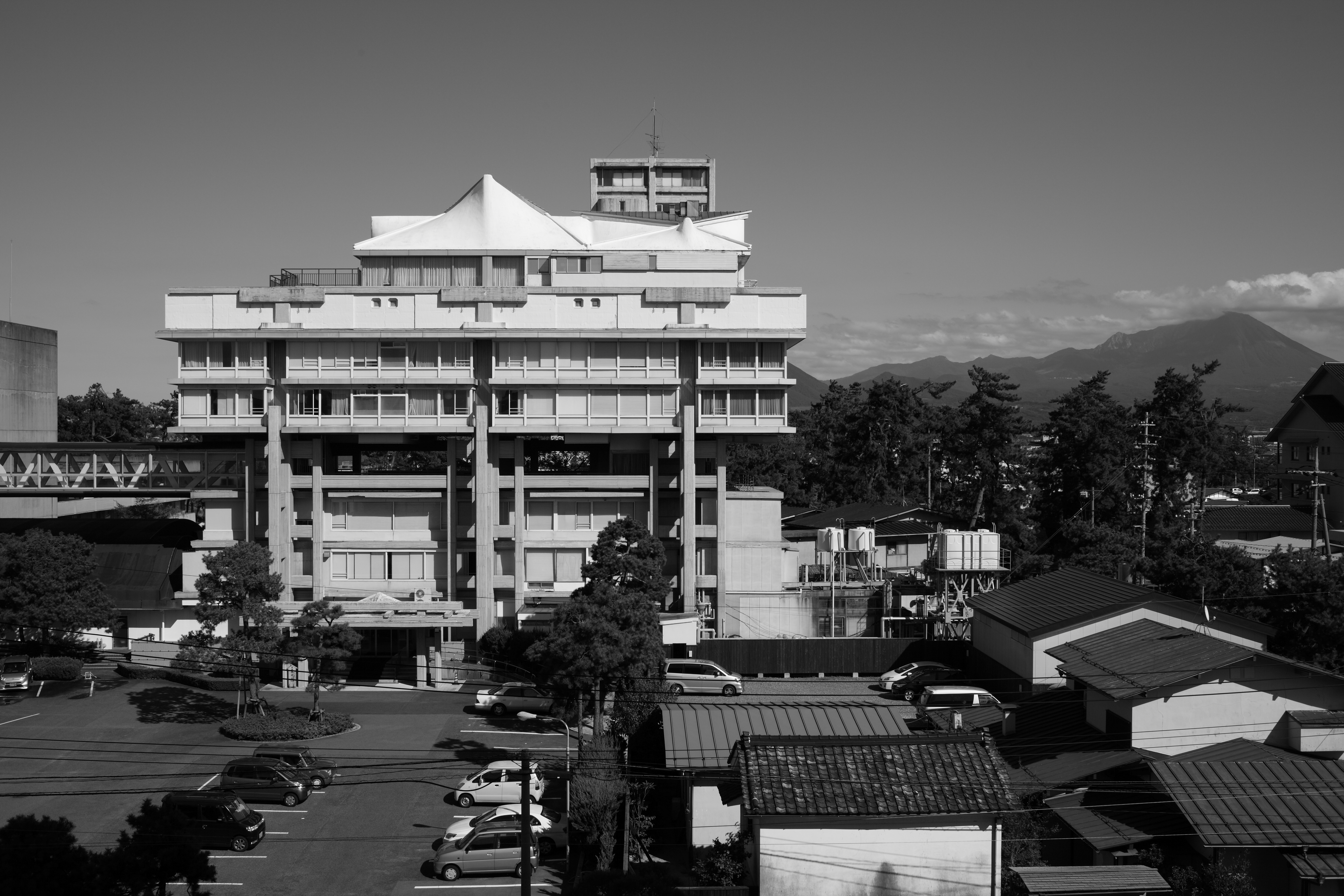
東光園
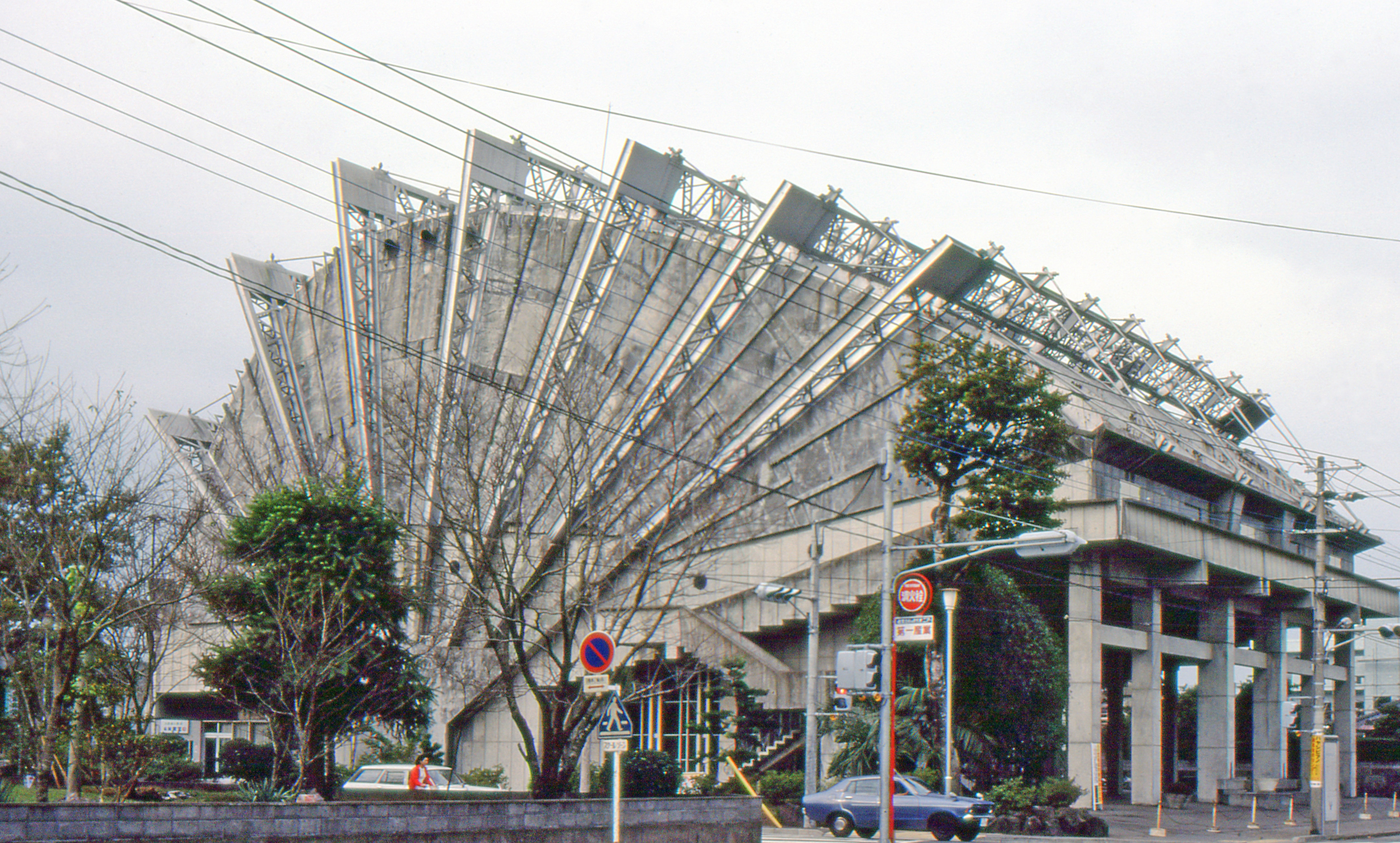
都城市民会館
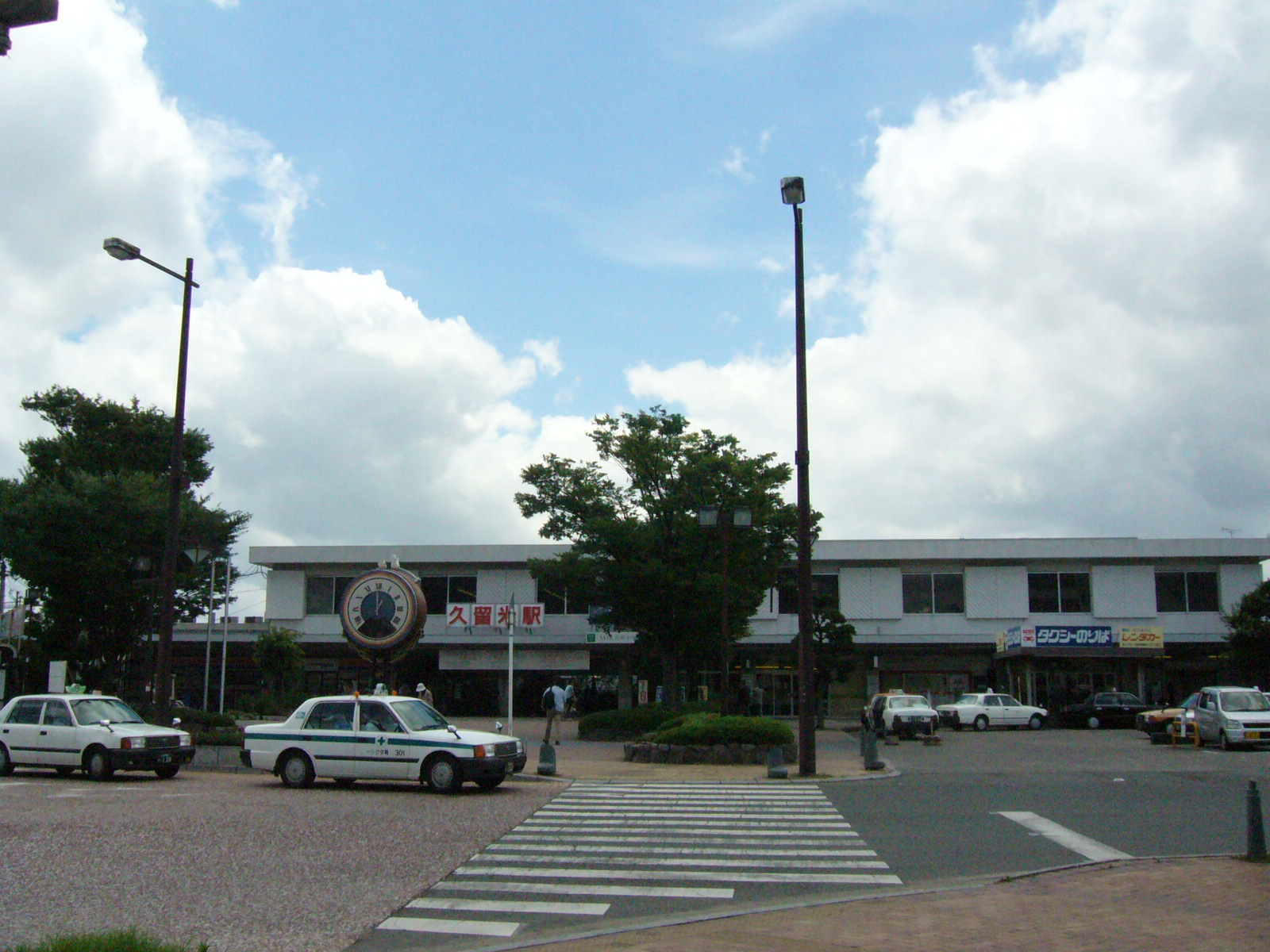
国鉄久留米駅
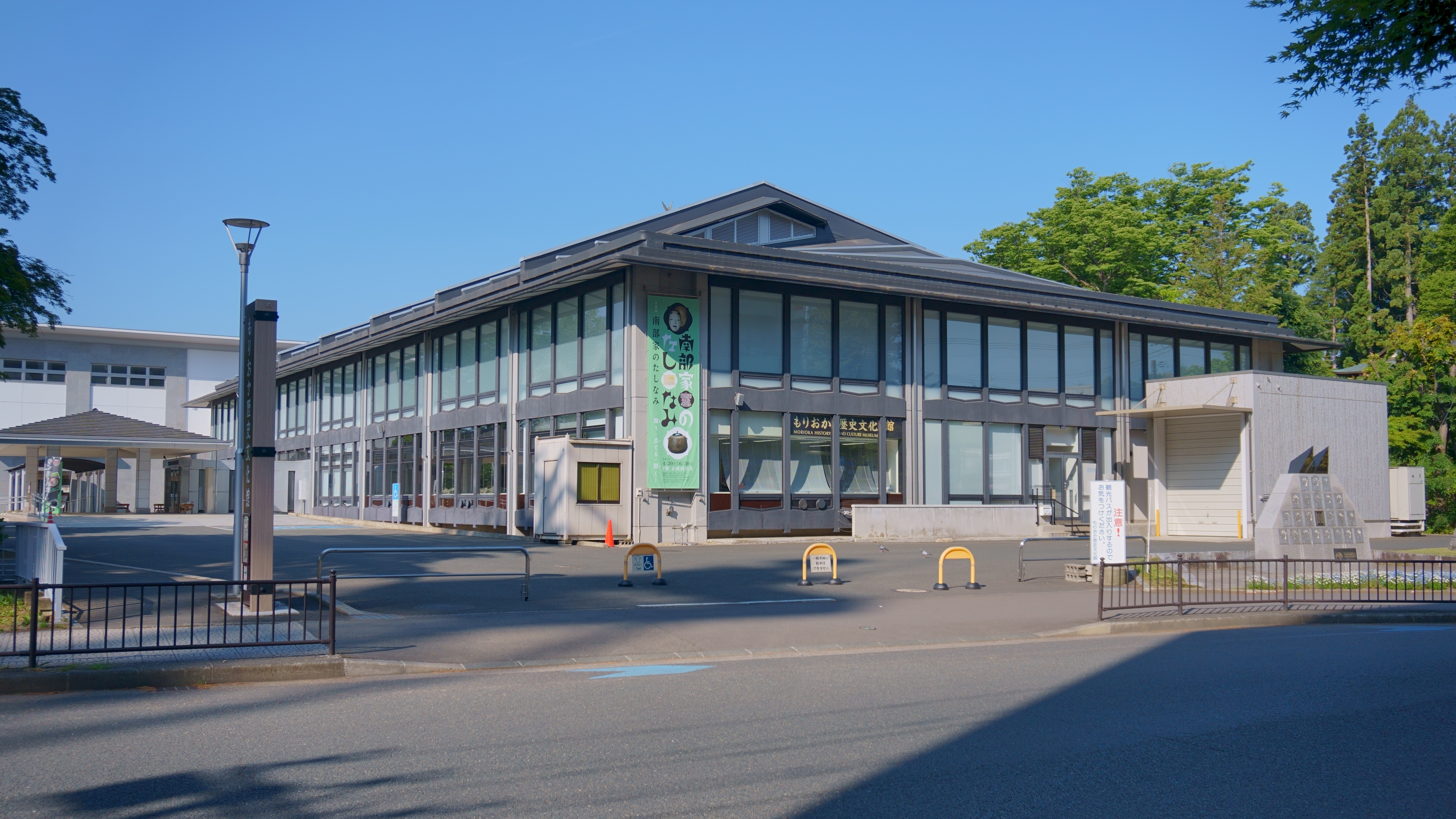
岩手県立図書館
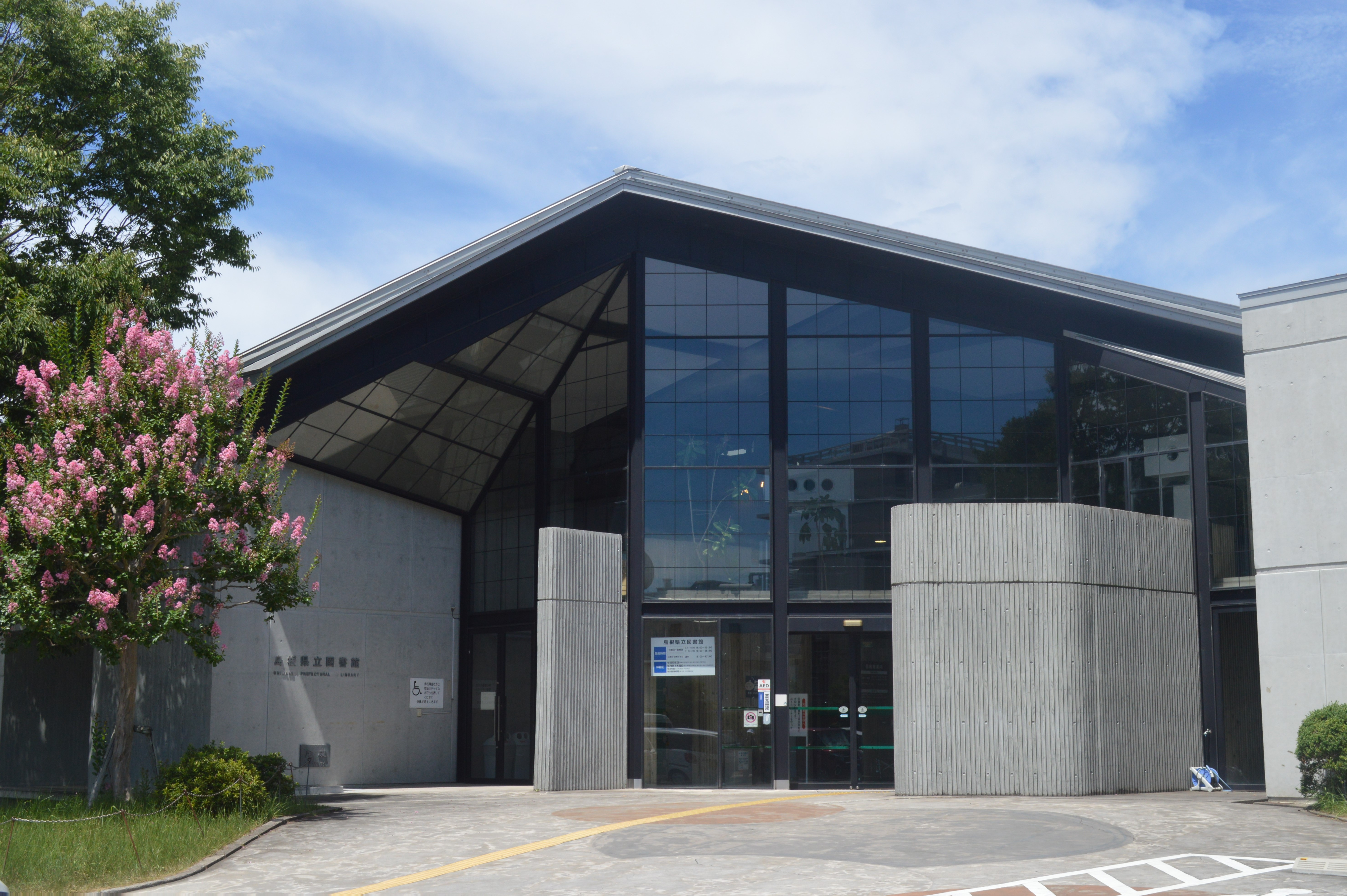
島根県立図書館
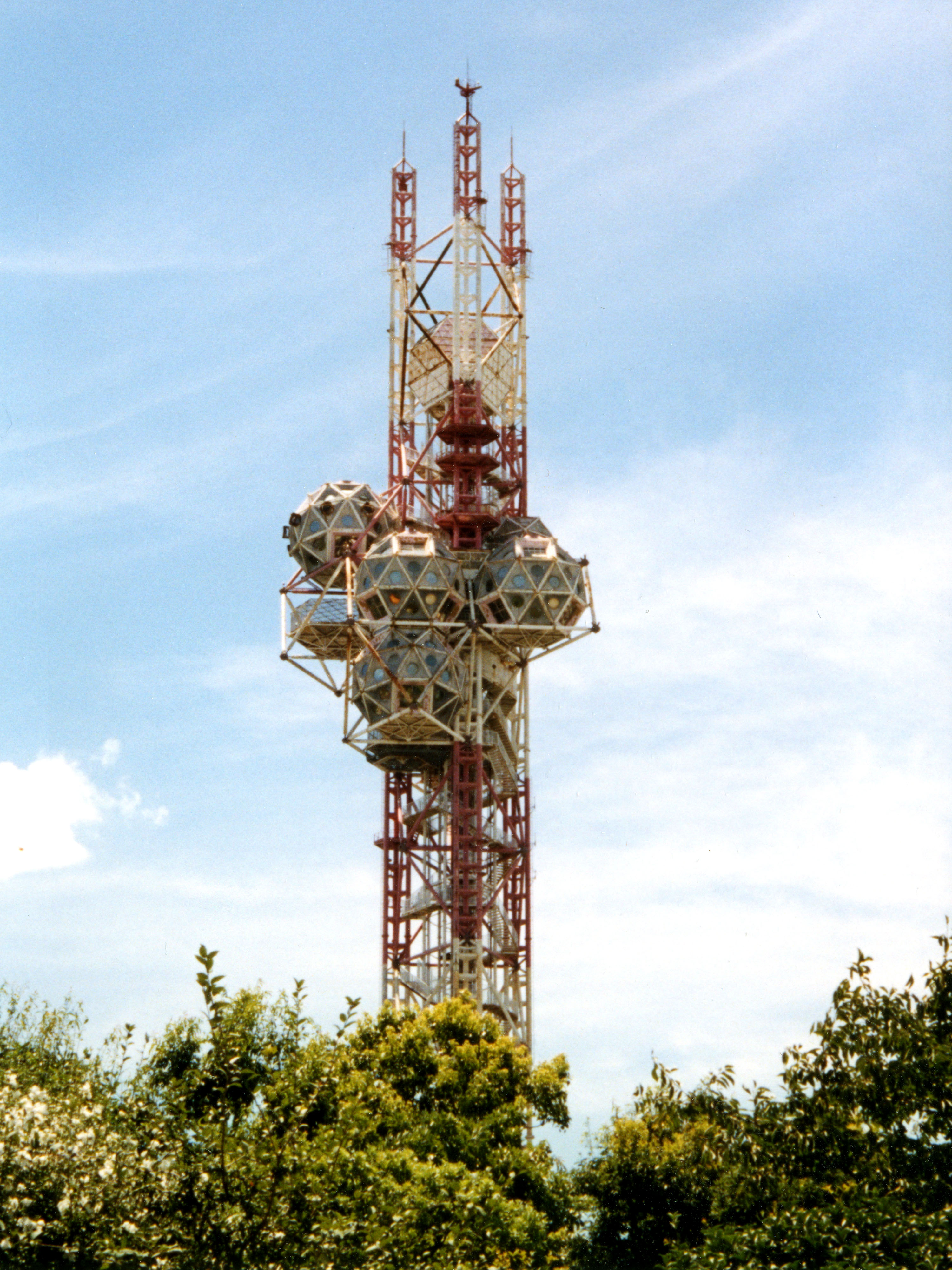
エキスポタワー
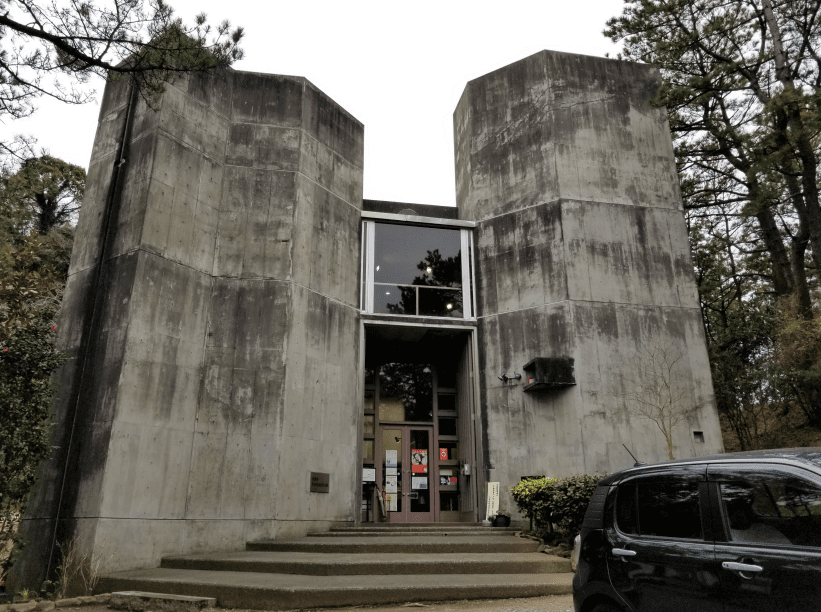
芹沢文学館
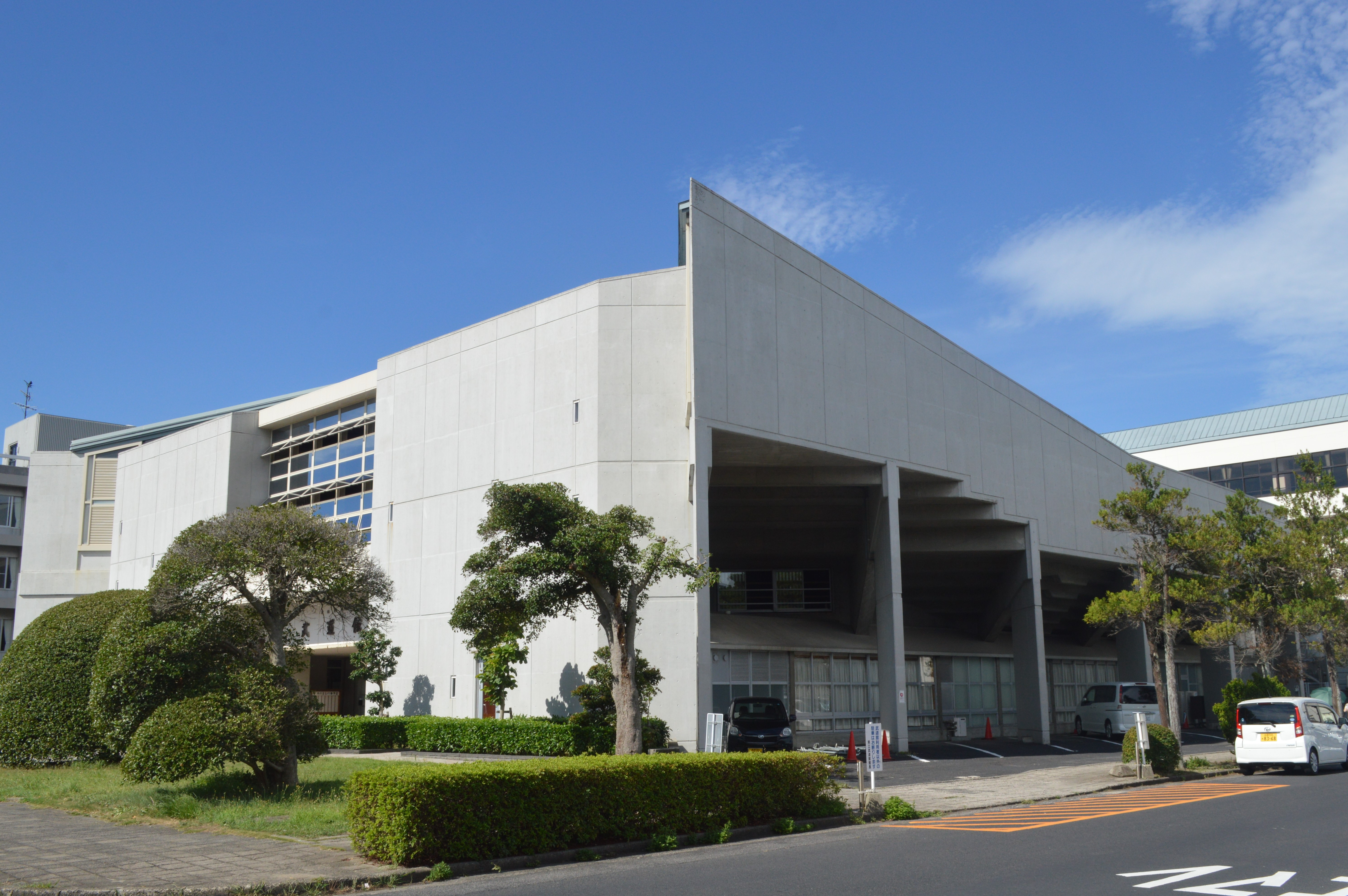
島根県立武道館
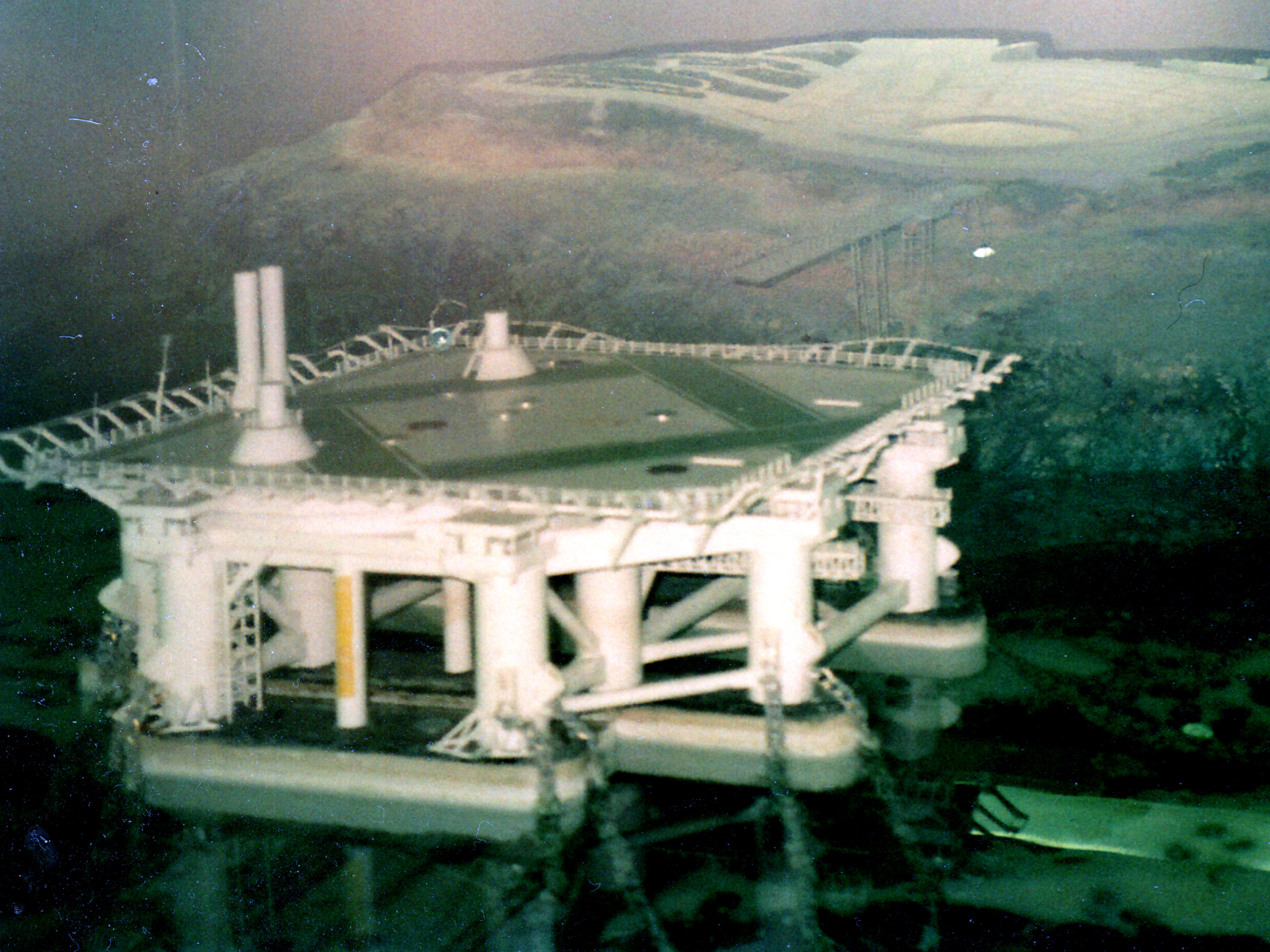
アクアポリス（模型）
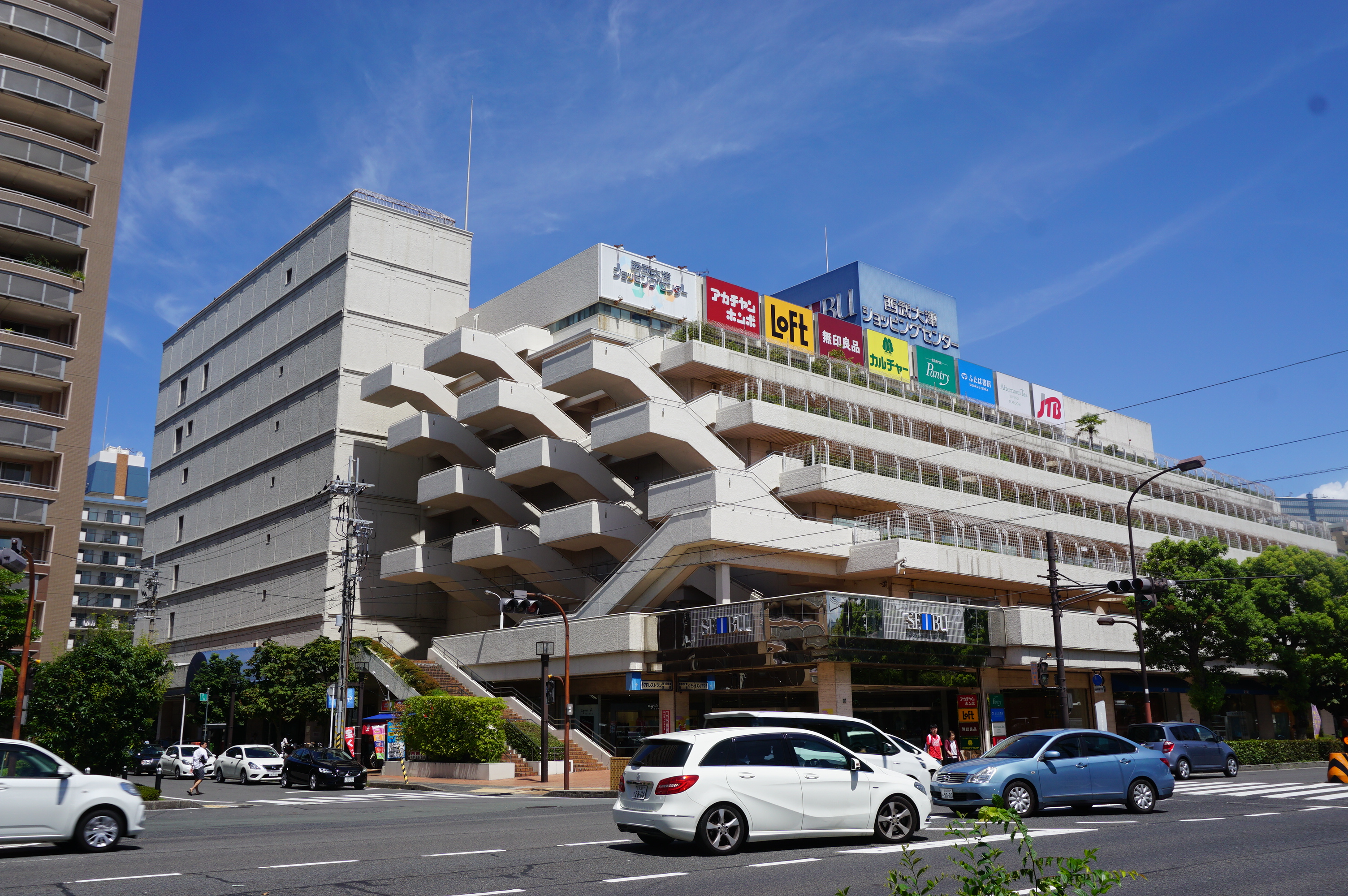
西武大津ショッピングセンター
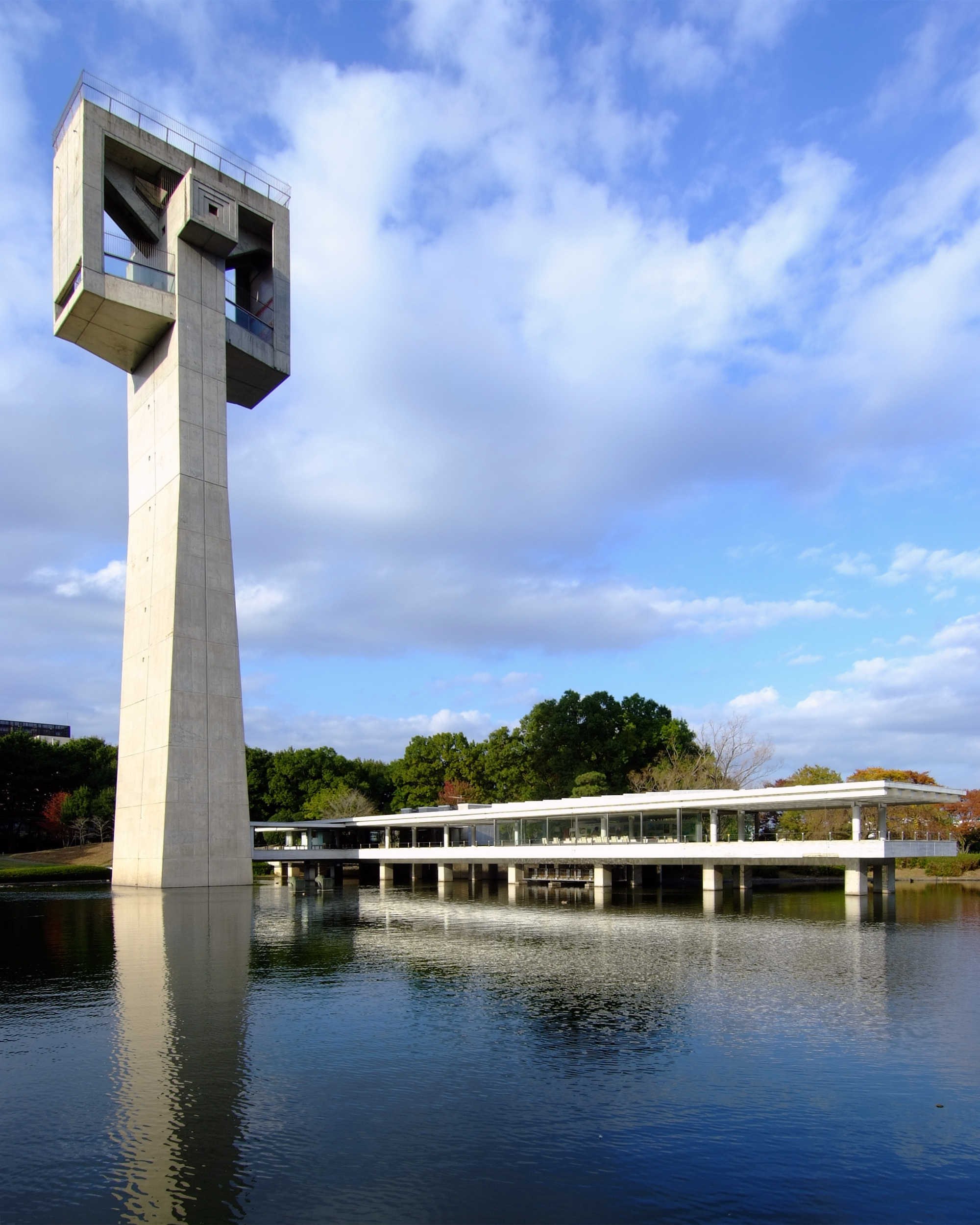
松見タワー
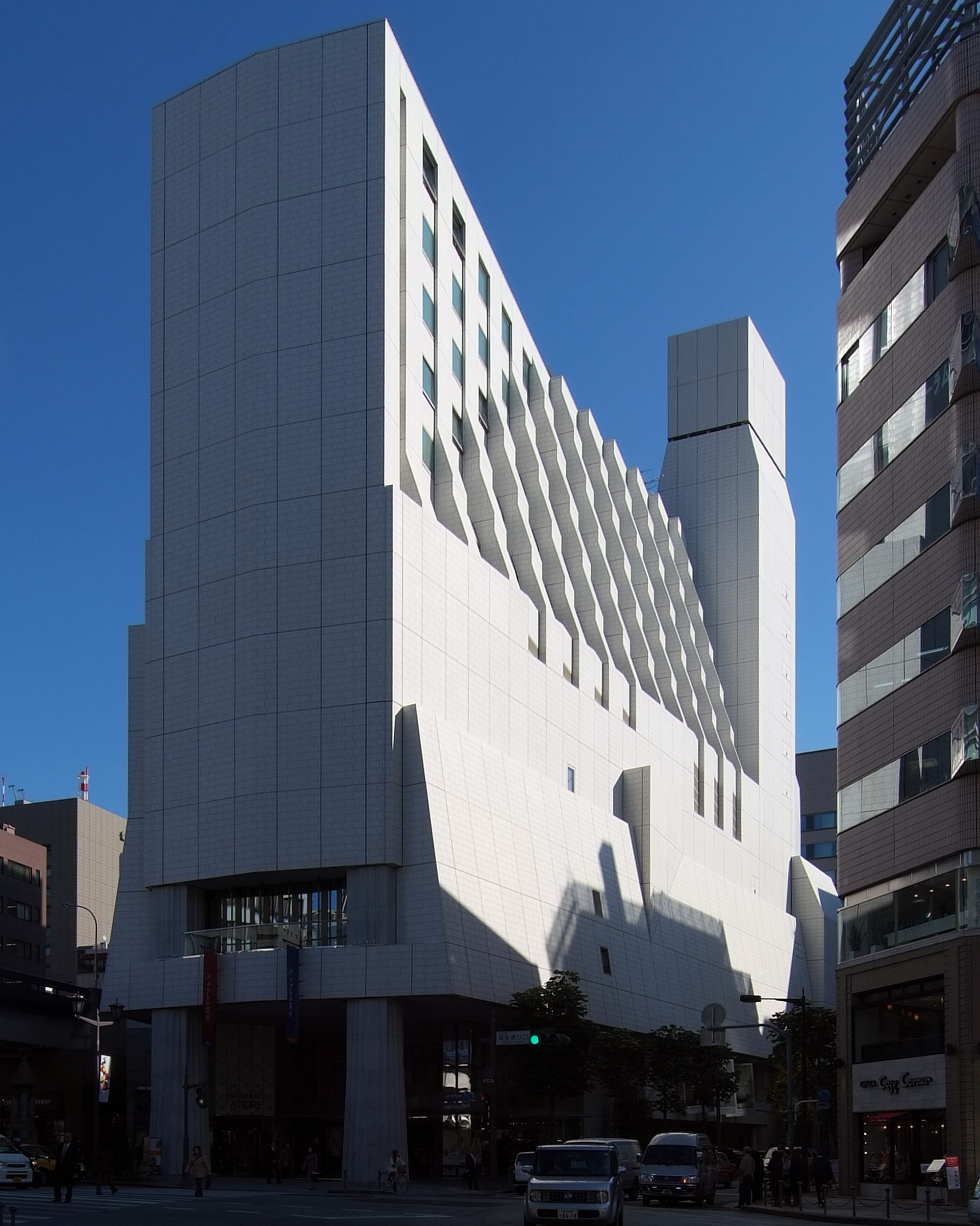
銀座テアトルビル（ホテル西洋銀座）
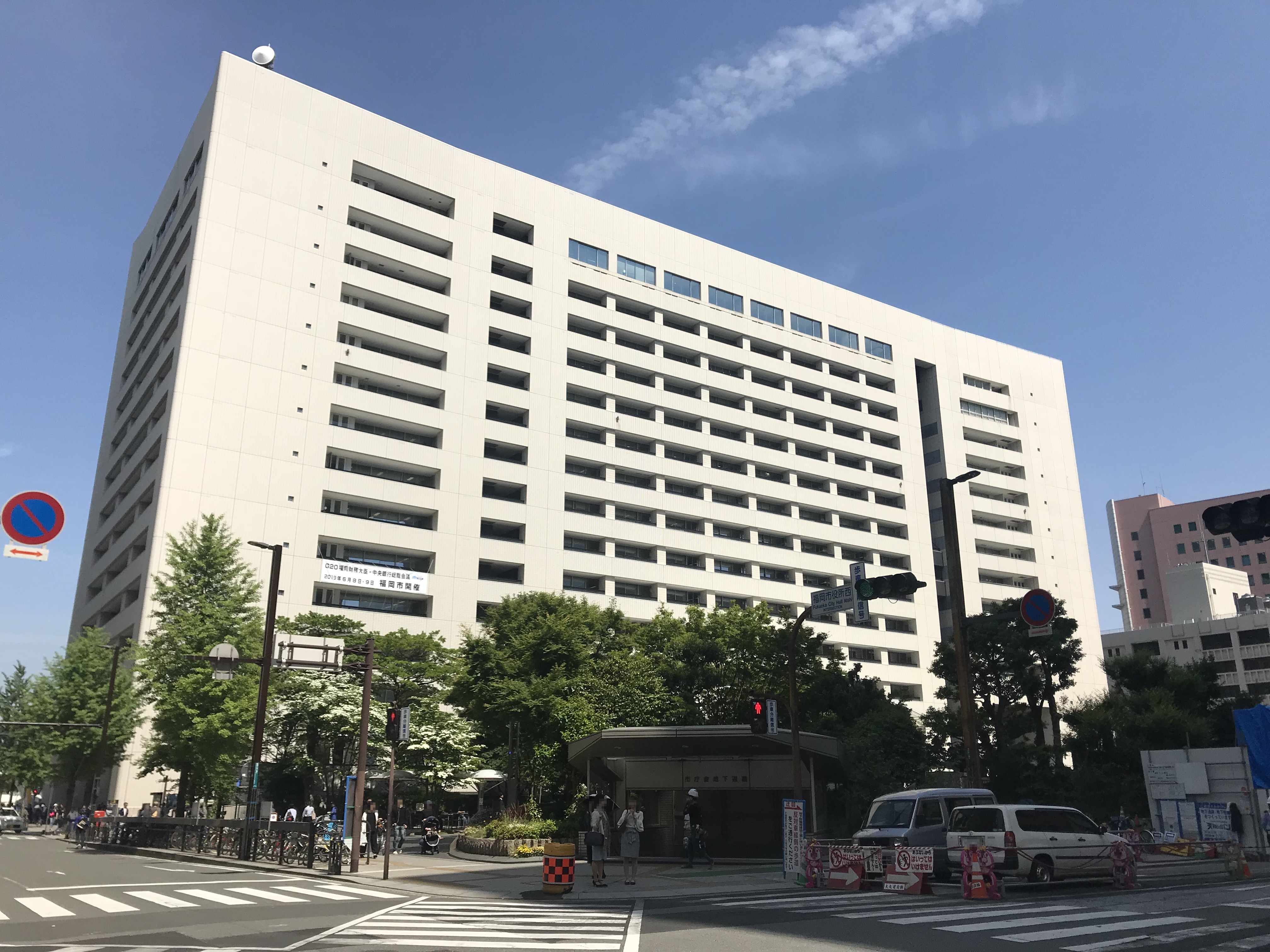
福岡市庁舎行政棟
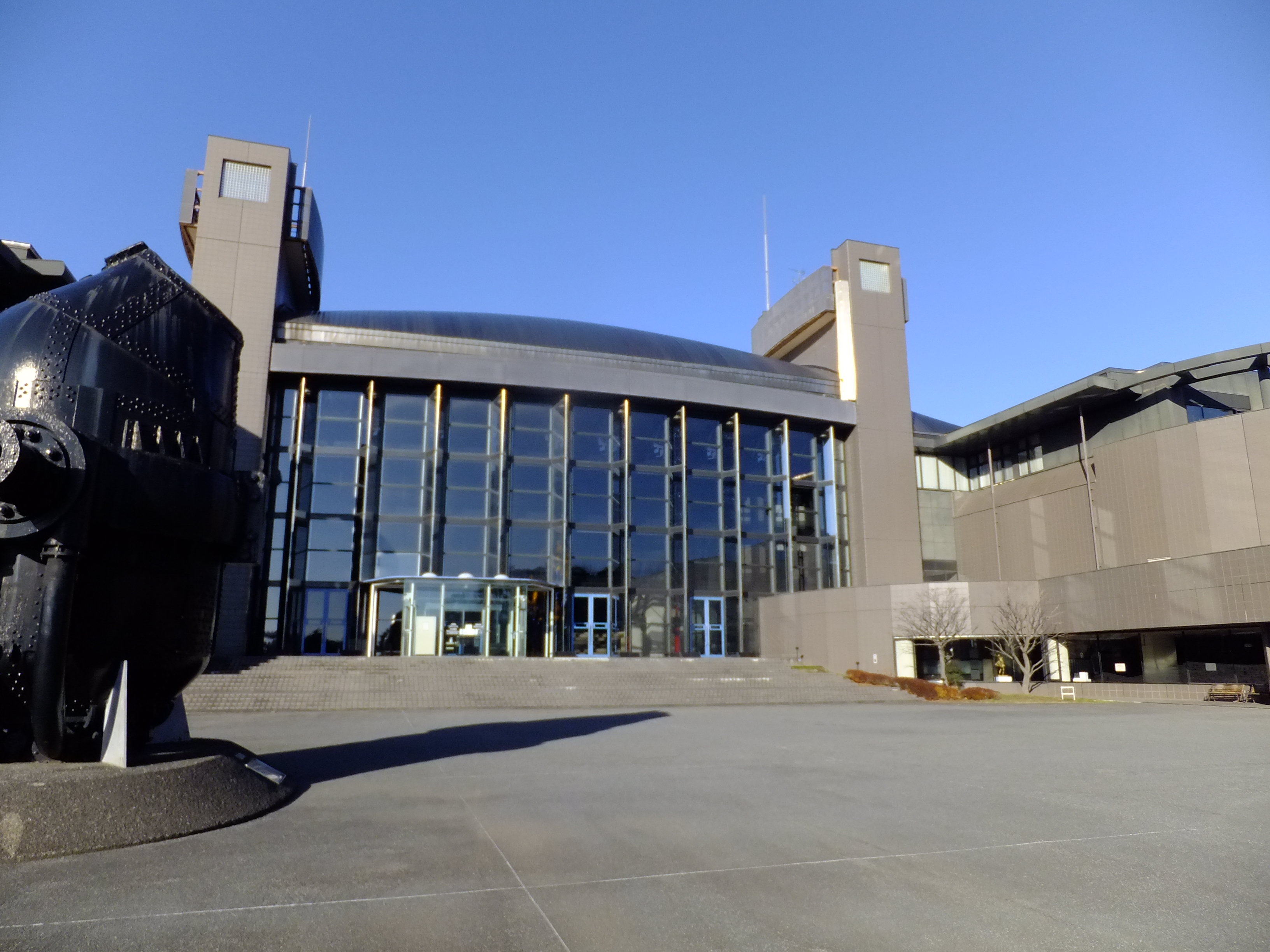
川崎市市民ミュージアム
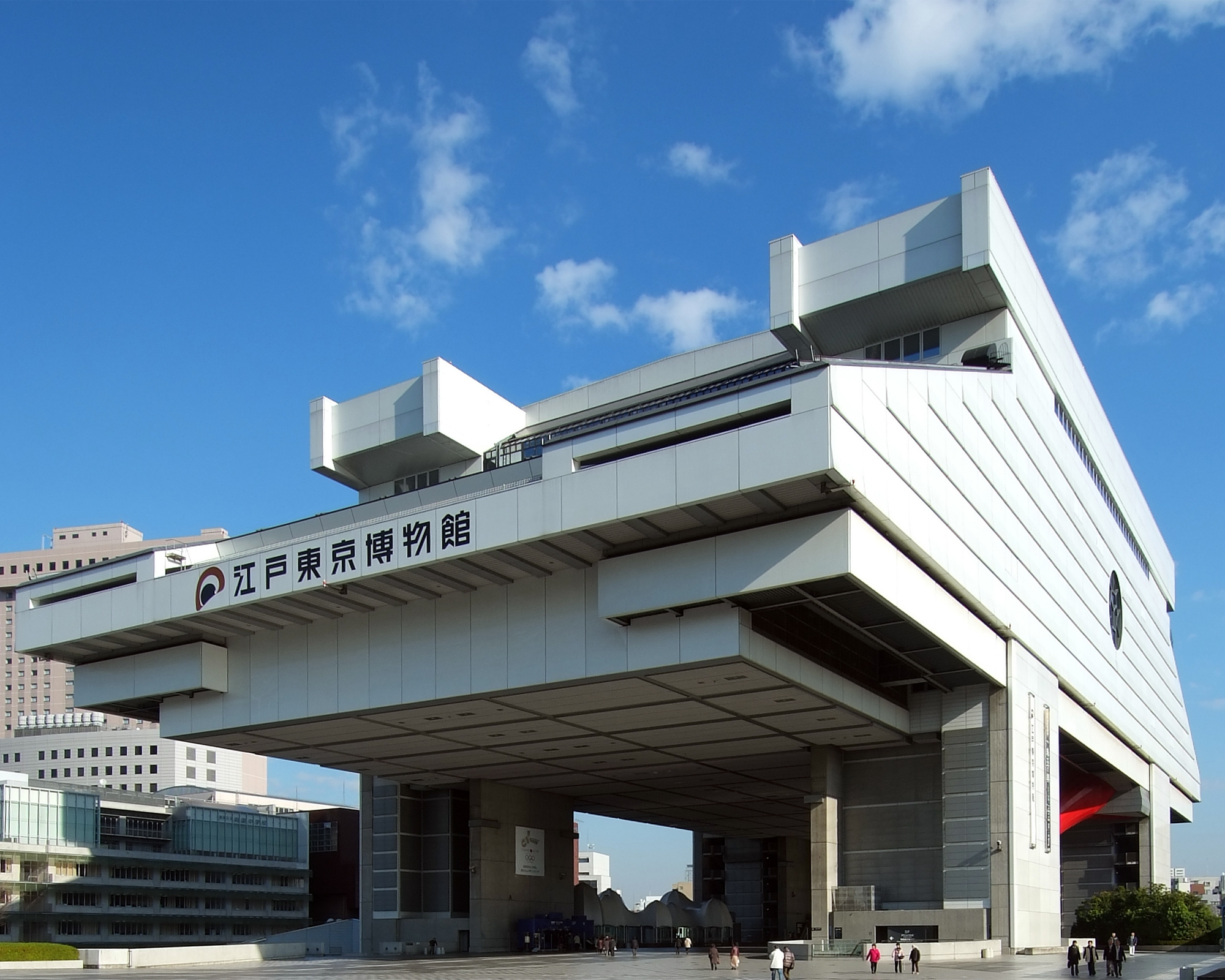
江戸東京博物館
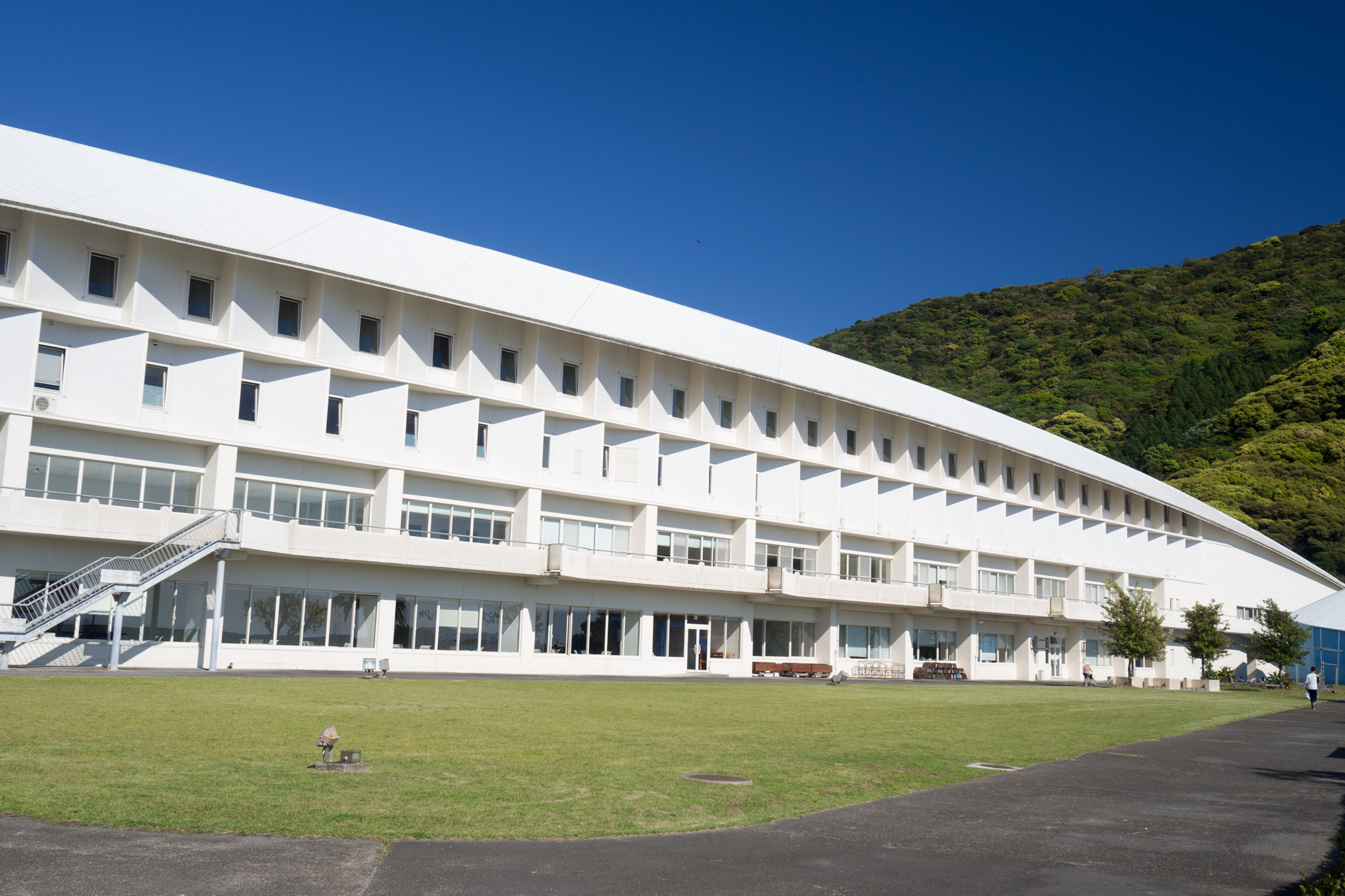
大分県マリンカルチャーセンター
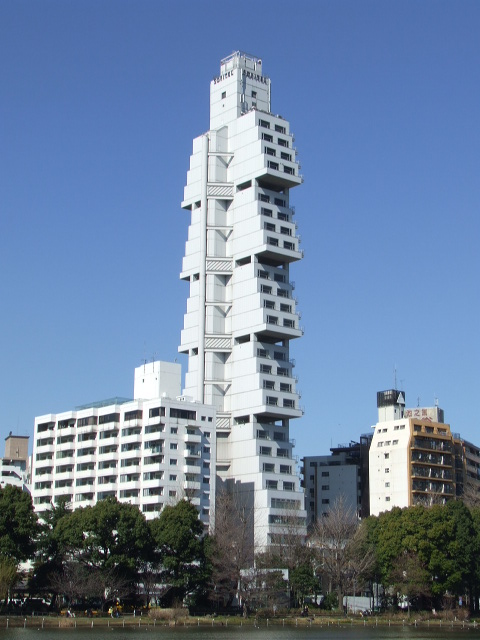
ホテル・ソフィテル東京
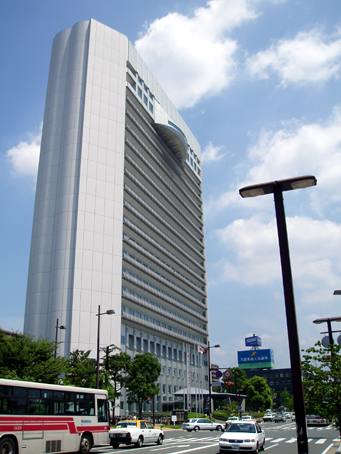
久留米市役所
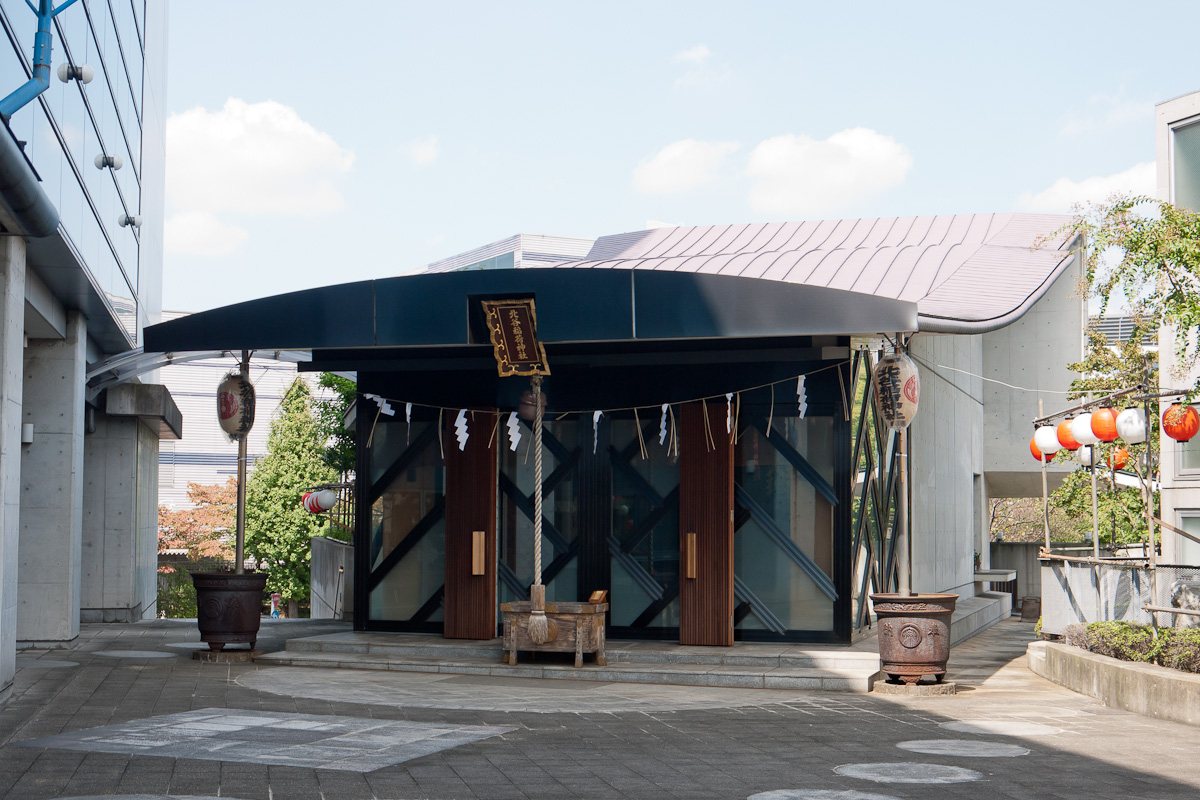
北谷稲荷神社
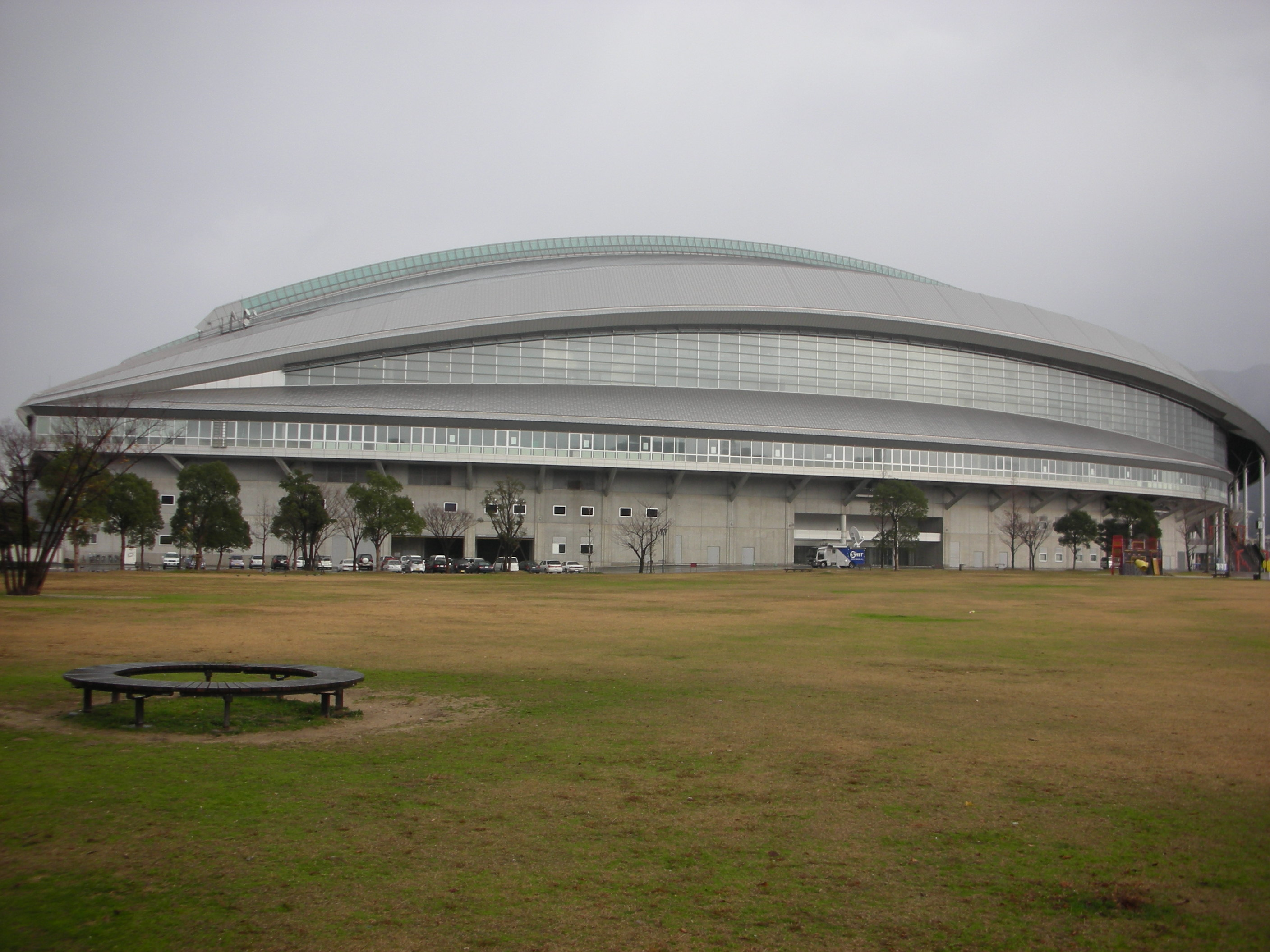
北九州メディアドーム
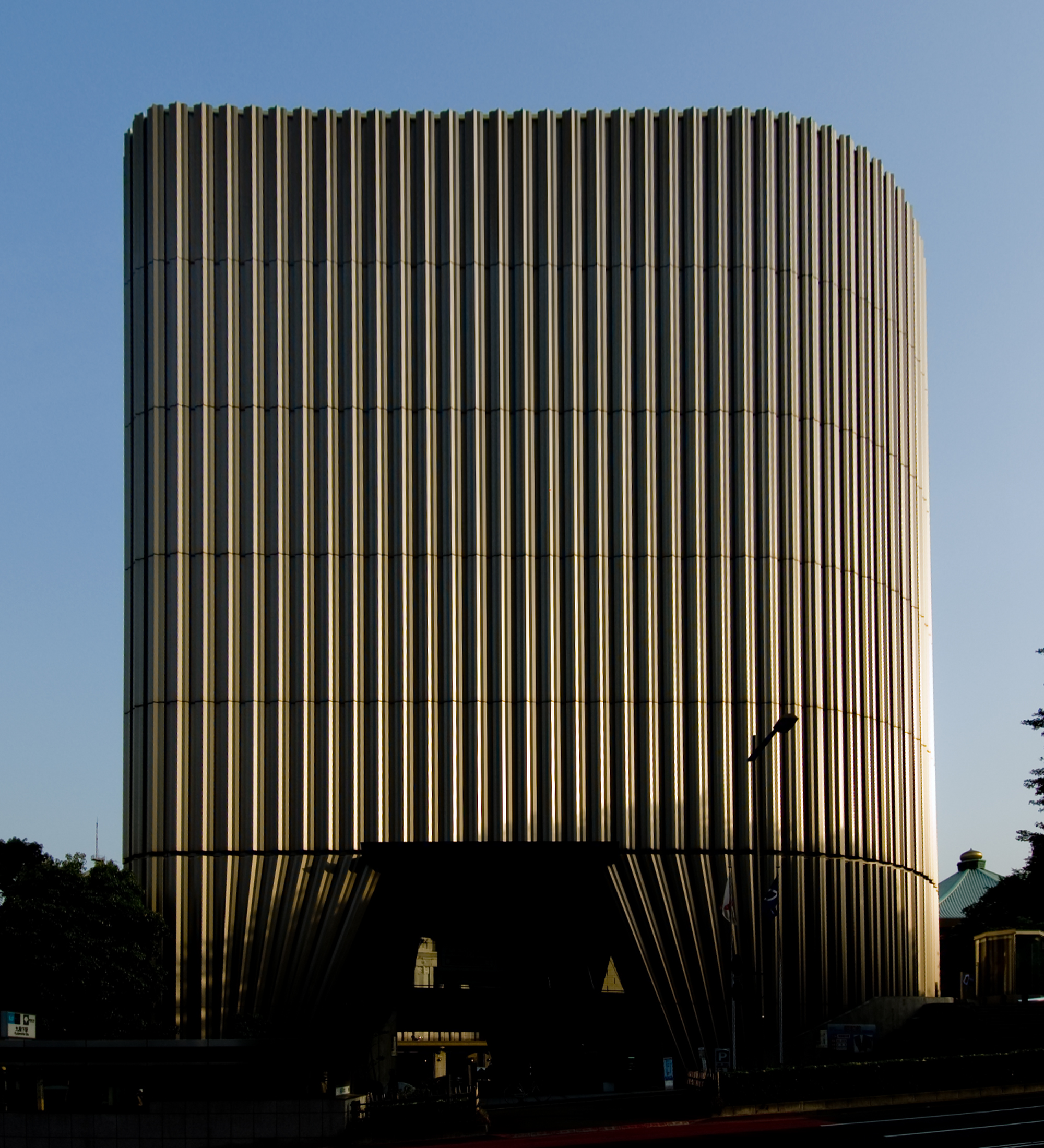
昭和館
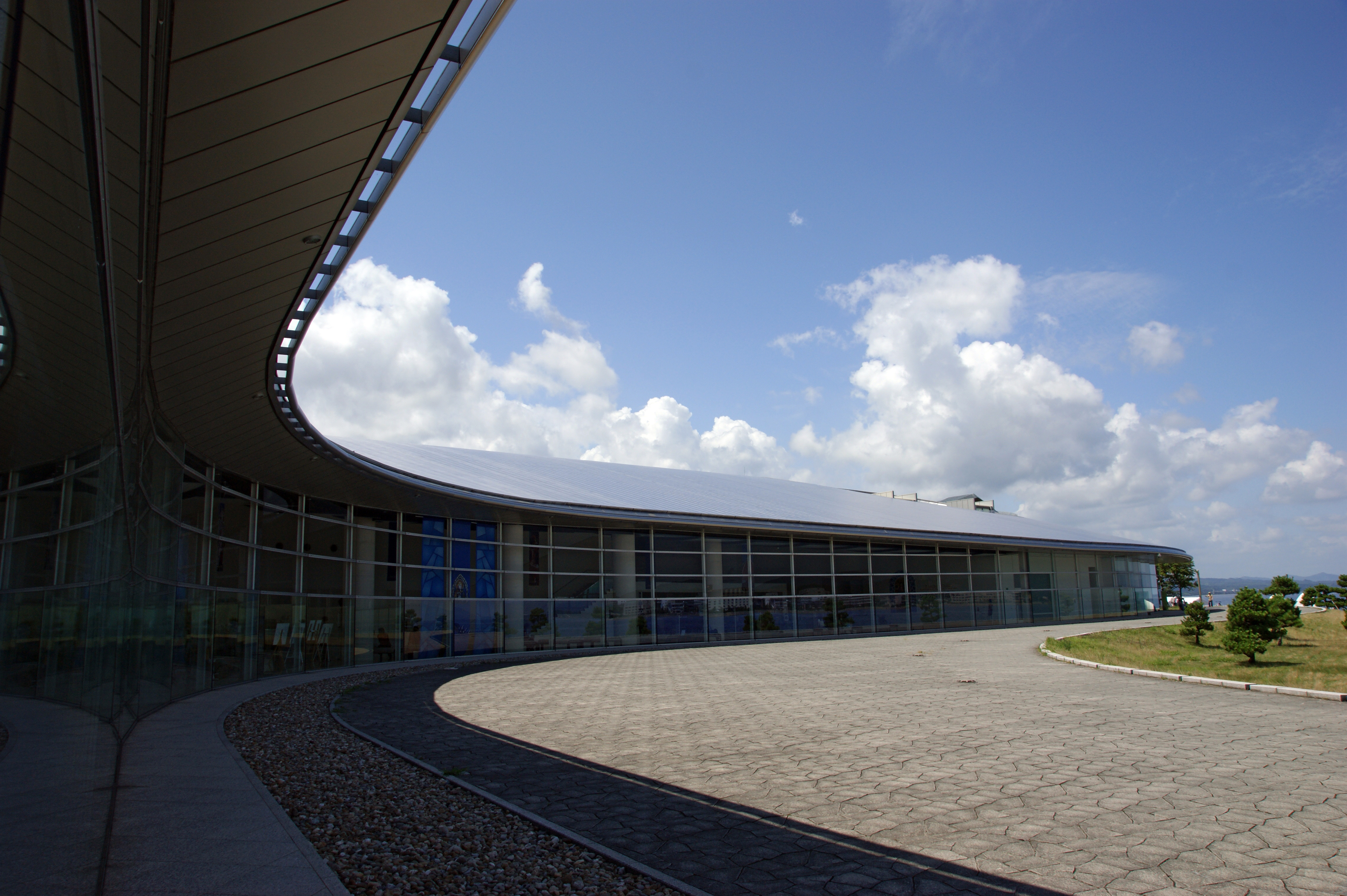
島根県立美術館
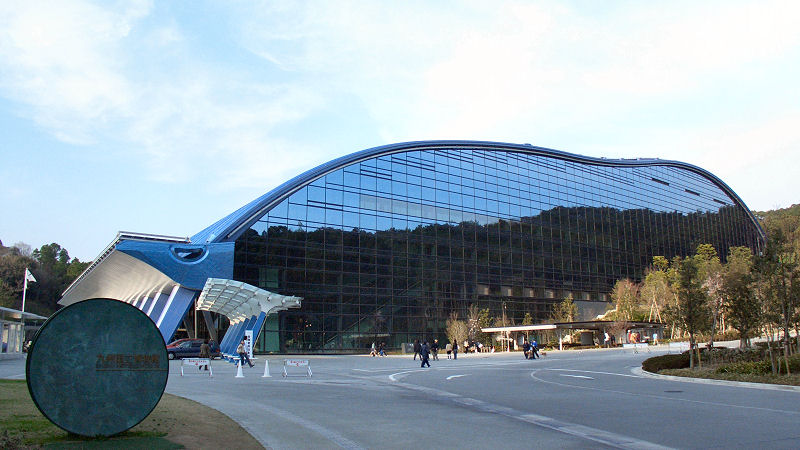
九州国立博物館

### 構想等
- 塔状都市（1958年）
- 海上都市1959（1959年）
- 海上都市1960（1960年）
- ムーバブルハウス（1960年）
- 陸の生産単位空間計画（埼玉県）（1960年）
- 交代＝池袋計画（1962年）
- 海上都市1963（1963年）
- 深海型コミュニティ（1963年）
- 東急ペアシティ計画（1965）（東急電鉄開発事業部と協同）
- 藤が丘ビレージ計画（1966年）
- 海洋都市（1968年）
- ツリー・かた・住宅計画（1972年）
- 海洋情報都市（1983年）
- 都心型集合高層庭付住宅の提案（1986年）
- 相模湾リニア年（1994年）

## テレビ番組
- 日経スペシャル ガイアの夜明け 天空都市が新宿に？（2002年11月17日、テレビ東京）[4]。- ハイパービル研究会会長として出演。

## 著作
- 『代謝建築論　か・かた・かたち』（彰国社、1969年）
- 『人間の建築』（井上書院、1970年）
- 『人間の都市』（井上書院・新書、1970年）
- 『海上都市』（鹿島研究所出版会、1973年）
- 『建築のこころ』（井上書院、1973年）
- 『菊竹清訓作品と方法 1956-1970』美術出版社 1973
- 『人間の環境』井上書院 1978
- 『菊竹清訓構想と計画』編著 美術出版社 1978
- 『現代の建築家　菊竹清訓』SD編集部編 鹿島出版会 1981
- 『菊竹清訓作品集 1 (「型」の展開)』求竜堂 1990
- 『日本型建築の歴史と未来像』学生社 1992
- 『現代建築をどう読むか 日本建築シンドローム』彰国社 1993
- 『菊竹清訓作品集 4 (新世紀の建築をめざして)』求龍堂 1998

### 共著・編著
- 『コミュニティと文明』編著 産業能率短期大学出版部 1975
- 『コミュニティと都市』編著 産業能率短期大学出版部 1976
- 『江戸東京博物館』編著（鹿島出版会、1989年）
- 『なら・シルクロード博』編著 新建築社 1989
- 『都市の研究』加藤秀俊共編著　放送大学 1990
- 『建築を考える 1 (設計をめぐるディスクール)』編著　鹿島出版会 1991
- 『建築を考える 2 (建築デザインへのアプローチ)』編著 鹿島出版会 1992
- 『建築を考える 3 (21世紀の建築像)』編著 鹿島出版会 1993
- 『博物館の未来』編著 鹿島出版会 1993
- 『エコポリス・海岸都市 IFYA Kobe93』編 勁草書房 1994
- 『メガストラクチャー 新しい都市環境を求めて』編著　早稲田大学出版部　1995　早稲田大学理工総研シリーズ
- 『循環型未来都市 サスティナブルシティ』編　美術出版社 2006
- 『建築以前、建築以後』伊東豊雄,妹島和世,西沢立衛共著　小山登美夫ギャラリー 2009

### 翻訳
- F.P.デビッドソン,中川学編『マクロエンジニアリング 巨視的創造科学の方法』長友信人共監訳　東海大学出版会 1982
- ジョセフ・ベルモン『「アーバン・アーキテクチュア」の時代へ フランスの再開発事例検証を通して描く建築・都市の未来像』監訳　彰国社 1994

## 受賞・栄典
- 1963年 - 第15回日本建築学会賞作品賞（出雲大社庁の舎の設計）
- 1964年 - 第14回芸術選奨文部大臣賞（出雲大社庁の舎の設計）
- 1964年 - 第7回汎太平洋賞（アメリカ建築家協会）（出雲大社庁の舎の設計）
- 1970年 - 日本建築学会特別賞（日本万国博覧会ランドマークタワー設計（大阪））
- 1971年 - アメリカ建築家協会特別名誉会員
- 1975年 - 久留米市文化功労賞
- 1978年 - 第8回オーギュスト・ペレー賞
- 1980年[5] - 第21回毎日芸術賞（京都信用金庫コミュニティー・バンクと一連の空間計画の設計[6]）
- 1990年 - 第31回建築業協会賞（川崎市市民ミュージアム）
- 1994年 - フランス建築アカデミー会員
- 1995年 - 平成7年BELCA賞ロングライフビルディング部門（出雲大社庁の庁の設計）
- 2000年 - 第7回しまね景観大賞（島根県立美術館）
- 2004年 - 第9回公共建築賞優秀賞（島根県立美術館）
- 2006年 - 旭日中綬章[7][8]

## 菊竹事務所出身の建築家
- 内井昭蔵
- 仙田満
- 伊東豊雄
- 長谷川逸子
- 富永譲
- 内藤廣
- 大江匡